# Sonata
Sonata (tal. sonare – zvučati) je naziv za raznovrsne instrumentalne skladbe bez obzira na njihov oblik. Kad je riječ o stilskim i oblikovnim obilježjima, razlikujemo dvije vrste: baroknu i klasičnu sonatu.

## Barokna sonata
Jednostavačna ili višestavačna skladba. Uobičajeno je da svaki stavak barokne sonate ima samo jednu temu. Prema namjeni može biti: sonata da camera (komorna sonata) i sonata da chiesa (crkvena sonata) u kojima su istaknute one J.S. Bacha, G.F. Händela i Domenica Scarlattija. 

## Klasična sonata
Višestavačna instrumentalna skladba pisana za jedno ili dva glazbala. Klasičnu ili uzornu oblikovanost stječe instrumentalnim skladbama Josepha Haydna, W.A. Mozarta i L. van Beethovena. Najčešće je pisana za glasovir solo ili za neko drugo glazbalo uz glasovirsku pratnju (npr. violinu i glasovir ili flautu i glasovir). Obično se sastoji od tri ili četiri raznolika stavka,od kojih je barem jedan stavak sonatni oblik.

## Klasični sonatni oblik
Sastoji se od tri, najčešće posve simetrična dijela:
1. Ekspozicija – prvi dio klasičnog sonatnoga oblika. U njemu se unose dvije ili više oprečnih glazbenih misli.Prva tema skladana je u temeljnom tonalitetu, druga tema je u srodnom tonalitetu.
2. Provedba (razvoj) srednji dio sonatnog oblika. U provedbi skladatelj provodi temeljne misli ili manje tonalitetne promjene.
3. Repriza – treći dio sonatnog oblika. Obilježje je ponavljanje jednakih broja i sljeda glazbenih misli iz ekspozicije. Repriza se provodi u temeljnom tonalitetu.